# Anastasio I di Gerusalemme
Anastasio I (... – gennaio 478) è stato il patriarca di Gerusalemme tra il 458 e il 478.
Era un monaco del monastero di san Passarione, poi corevescovo di Gerusalemme. Succedette a Giovenale nel 458. Il suo attaccamento al Concilio di Calcedonia gli attirò le antipatie dei monofisiti, il cui furore si rianimò nel 475, in occasione delle encicliche dell'imperatore Basilisco contro il concilio. I monofisiti elessero l'archimandrita Geronzio e diedero filo da torcere ad Anastasio. Il patriarca morì in carica nel gennaio 478.